# تيد غرانت
تيد غرانت (اسم الميلاد إسحاق بلانك)؛ (9 يوليو 1913 - 20 يوليو 2006) ناشطا تروتسكيًا من جنوب أفريقيا قضى معظم حياته في بريطانيا. وكان أحد الأعضاء المؤسسين لمجموعة «المناضل» (بالإنجليزية: Militant (Trotskyist group))‏ و«النداء الاشتراكي» (بالإنجليزية: Socialist Appeal)‏ فيما بعد.

## تاريخه
ولد تيد غرانت في جنوب إفريقيا، قبيل الحرب العالمية الأولى في مكان يدعى جيرمستون (Germiston) بضواحي جوهانسبورغ. والده، ماكس بلانك، هاجر إلى جنوب إفريقيا من روسيا الغربية وانخرط في الأشغال المنجمية، بينما والدته، أديل قدمت من لوماري بباريس. تزوج والداه في بداية القرن عندما كانت أديل تبلغ 16 سنة من عمرها وماكس 32 سنة. أنجبا ولدين هما: ايسادور وإسحاق (تيد) وثلاثة بنات هن: روز، راكيل وزينا.
بعد زواج طويل، انتهى الأمر بوالديه بالطلاق، وبعدما قضى ستة أشهر مع والده، انتقل تيد ليعيش نهائيا مع والدته. كانت والدته تدير دكانا صغيرا لبيع الخضروات في جوهانسبورغ، أما هو فقد أرسل إلى مدرسة داخلية بينما أرسلت أخواته إلى دير ليتابعن دراستهن.
لقد تأثر في صغره بالأحداث التي كانت تقع في روسيا. لكن، وكما هي الحال عادة، كان احتكاكه الأول مع الحركة الثورية نتيجة للصدفة. إذ قامت والدته، لكي تزيد من مدخول الأسرة بكراء بيوت منزلها، ومن بين المكترين كان هناك شخص يدعى رالف (راف) لي، والذي كان عضوا في الحزب الشيوعي الجنوب إفريقي منذ 1922، لكنه تعرض للطرد خلال التطهيرات الستالينية الأولى. لقد كان لهذا الشيوعي المخلص نقاشات منتظمة مع تيد وقدم له كتابات برناردشو، هـ. ج ويلس، مكسيم غوركي، جاك لندن وآخرين. بعد وقت قصير، ارتفع مستوى الأدبيات المقروءة لتصل إلى ماركس انجلز وكذلك لينين. مع بلوغه سن الخامسة عشر، كان تيد قد صار ماركسيا مقتنعا، وقد حاول رالف لي أيضا أن يستقطب أخت تيد الصغرى زينا.
تمكن لي (إضافة إلى مناضلين آخرين من بينهم تيد غرانت البالغ آنذاك خمسة عشر سنة) من ربط علاقة مع الحركة التروتسكية الأممية في بدايات 1929، عبر المناضل الأمريكي الذي أرسل إلى جنوب إفريقيا من طرف الرابطة الشيوعية الأمريكية (Communist League of America) المؤسسة حديثا.
وضع هؤلاء التروتسكيون الجنوب إفريقيون على كاهلهم مهمة بناء مجموعة، وعملوا على تجميع نصف دزينة من الأعضاء. بالرغم من عزلتهم وضعف قواهم، توجهوا نحو العمال وأعادوا تأسيس نقابة عمال محالات الغسيل بجوهانسبورغ سنة 1934. مع حلول خريف 1934، غادر اثنان من أعضاء المجموعة (تيد غرانت وماكس باخ) جنوب إفريقيا نحو إنجلترا بحثا عن «آفاق أوسع». تيد لم يعد بعدها إلى جنوب إفريقيا مطلقا. أثناء توقفهما في فرنسا، التقيا ابن تروتسكي، ليون سيدوف، الذي كان عضو السكرتارية الأممية ومنسق عمل الرابطة الشيوعية الأممية، الذي اغتاله عملاء ستالين فيما بعد.
مع وصولهم إلى بريطانيا، شهر دجنبر 1934، غير ماكس باخ اسمه إلى سيد فروست (Sid Frost) وتيد غير اسمه من إسحاق بلانك إلى تيد غرانت – وهو الاسم الذي «استمده» على ما يبدو من أحد أعضاء طاقم الباخرة التي أقلتهم، بنفس الطريقة التي أخذ بها تروتسكي اسمه من أحد سجانيه القيصريين-. لقد قام تيد بتغيير اسمه لأسباب عائلية إذ كان لا يريد أن يحدث أي شيء لأسرته في جنوب إفريقيا مهما حدث له هو.
في لندن التحقا معا بالمجموعة الماركسية داخل صفوف حزب العمال المستقل. إلا أن إمكانيات القيام بعمل ثوري في صفوف هذا الحزب كانت بدأت تصير أقل فأقل، ومن ثم قام تيد غرانت، بعد عدة شهور، بمغادرته للالتحاق بالتروتسكيين العاملين في صفوف المنظمة الشبيبية لحزب العمال: رابطة حزب العمال للشباب. ومنذ ذاك الوقت فصاعدا، ساهم تيد في تطور المجموعة البلشفية – اللينينية داخل حزب العمال، التي صارت تدعى فيما بعد بمجموعة Militant، نسبة إلى اسم الجريدة التي كانت تصدرها. تمثل عملهم الأساسي آنذاك في محاربة التأثير الستاليني المتزايد في حركة الشبيبة.
مباشرة بعد وصوله إلى بريطانيا، انخرط تيد أيضا بنشاط في النضال ضد الفاشية، حيث خاض هو ورفاق آخرون مواجهة ضد جماعة الأقمصة السوداء في المنطقة الشرقية للندن. وقد شارك في معركة شارع كابل الشهيرة، عندما تعبئ عمال المنطقة الشرقية لإيقاف تحرك للعصابات الفاشية. وتوجد صورة لتيد في أحد المتاريس في لونغ لاين بيرموندسي، جنوب لندن أخذت سنة 1937، وأعيد نشرها سنة 1948 في كراسة «خطر الفاشية» الذي وزعه الحزب الشيوعي الثوري.
إن السنوات التي قضاها تيد في صفوف المجموعة الماركسية، بجنوب إفريقيا، مكنته من اكتساب قاعدة نظرية جيدة جعلته قادرا على لعب الدور الذي سيلعبه لاحقا في الحركة التروتسكية. بعد سنوات قليلة، أدى عجز قيادة مجموعة (Militant) عن تطوير التيار بشكل ملموس، إلى تزايد مشاعر التذمر بين صفوف القواعد. وبحلول خريف 1937، صار الفرع الذي ينتمي إليه تيد غرانت، في بادينغتون، الأكثر نشاطا من بين فروع المجموعة، إذ كان يبيع كل نسخ جرائد المجموعة ويتدخل في صفوف الحركة العمالية وينخرط في النضال الجماهيري المكثف.
مع نهاية نفس السنة، نشب صراع حول مسألة انتخاب قيادة المجموعة، حيث أطلقت بعض الافتراءات ضد رالف لي، العضو القيادي في المجموعة الجنوب أفريقية والذي التحق حديثا بمجموعة (Militant)، بعد هجرته هو ومجموعة من التروتسكيين من جنوب إفريقيا خلال ربيع 1937. هذا الحادث أدى إلى مغادرة رالف لي وتيد، إضافة إلى سبعة مناضلين آخرين، للمجموعة وتشكيلهم لمجموعة جديدة، أطلقوا عليها اسم رابطة العمال الأممية (WIL) شهر دجنبر 1937.
أدار مناضلو الرابطة ظهورهم للطرق العصبوية الفاشلة القديمة وتوجهوا بحزم نحو الشرائح الواسعة المنظمة من الطبقة العاملة. لقد شكل هذا في الواقع البداية الأولى للحركة التروتسكية البريطانية. وقد لعب غرانت دورا قياديا في هذا العمل، ليس فقط في صفوف رابطة العمال الأممية الحديثة التشكيل، بل كذلك في صفوف الحزب الشيوعي الثوري الذي أسس شهر مارس 1944.
لقد شكلت الحرب فترة امتحان. ومع نهاية سنة 1940، عاد رالف إلى جنوب إفريقيا لأسباب شخصية وصحية، ليسقط ثقل العمل من أجل بناء المنظمة على كاهل باقي الرفاق القياديين الآخرين، وخاصة منهم تيد وميلي (Millie) وجوك هاستون.
تبنت رابطة العمال الأممية بحماس السياسة العسكرية البروليتارية الجديدة عندما طرحها تروتسكي لأول مرة والتي أدت إلى تطور وتعميق الموقف الأممي طيلة الحرب العالمية الأولى، إذ في الوقت الذي تم الحفاظ على موقف المعارضة المبدئية للحرب الإمبريالية سمح للتروتسكيين بالالتقاء بالطبقة العاملة.
تصدت الرابطة بحزم لهجومات الستالينيين، الذين صاروا بعد يونيو 1941، يتبنون موقفا شوفينيا مسعورا ولعبوا دور كاسري الإضرابات. وقد غيرت الرابطة، مع توجهها الجديد، اسم جريدتها من (Youth for Socialism) – الشباب من أجل الاشتراكية – إلى (Socialist Appeal) – النداء الاشتراكي – وكان تيد غرانت رئيس تحريرها.
يمكن أن نقول بدون أي مبالغة أن رابطة العمال الأممية/ الحزب الشيوعي الثوري هي المنظمة التروتسكية الوحيدة في العالم التي قامت بأكثر الأعمال نجاحا خلال زمن الحرب. وكان دور تيد مركزيا في هذا الإنجاز كسكرتير وطني للرابطة ثم كسكرتير سياسي للحزب الشيوعي الثوري.
لقد طرحت فترة ما بعد الحرب مباشرة تحديات هائلة أمام الحركة التروتسكية العالمية. قيادة الحزب الشيوعي الثوري تمكنت بسرعة من فهم الحقائق الجديدة وعملت على تغيير منظوراتها بما يتوافق والتطورات. بينما بدأت قيادة الأممية، على العكس من ذلك، تسقط في خطأ بعد آخر.
مرة أخرى، لعب تيد غرانت دورا جوهريا في توجيه الحركة التروتسكية البريطانية الوجهة الصحيحة. وباعتباره المنظر الرئيسي للحزب الشيوعي الثوري، كان باستطاعة تيد توسيع وتطوير النظرية الماركسية في سلسلة كاملة من الاتجاهات الجديدة بعد 1945. وقد شمل هذا النظرية الماركسية للدولة والدفاع عن النظرية الاقتصادية الماركسية، إلى التطور اللامتكافئ للثورات في المستعمرات وتكتيكات الماركسيين اتجاه المنظمات الجماهيرية وبناء الحزب.
ابتداء من سنة 1943، حاول جيمس كانون (الوجه القيادي في صفوف الحركة التروتسكية الأمريكية الذي التحق بالمعارضة عبر رابطة العمال الأممية الذي اقترح توحيد جميع المجموعات معا سنة 1938) إزالة قيادة المنظمة البريطانية واستبدالها بأشخاص أكثر امتثالا. لقد تدرب كانون على استعمال الطرق الزينوفيفية 01، وتآمر مع جيري هيلي، الذي قاد نضالا تكتليا داخل الرابطة والحزب الشيوعي الثوري لتحطيم قيادة هاستون – غرانت.
بالرغم من أن تيد كان عضوا في اللجنة التنفيذية الأممية، فانه لم يكن قادرا على المشاركة في أشغالها بسبب عدم توفره على جواز سفر بريطاني في البداية، فبقي الأمر بيد جوك هاستون.

لقد أيد كانون وما كان يسمى بقيادة الأممية الانشقاق في صفوف الحزب الشيوعي الثوري، وانخراطت الأقلية التابعة لهيلي في حزب العمال أواخر سنة 1947، قبل أن تندمج مجموعتيهما أواسط 1949 وفق شروط هيلي. بينما عارض تيد كلا هذين الموقفين.

بمجرد ما حدث الاندماج بين الحزب الشيوعي الثوري ومجموعة هيلي، بدأ هيلي يتصرف بأكثر الطرق دكتاتورية، يطرد المناضلين لأتفه الأسباب. ونتيجة لذلك، صار جوك هاستون عمليا خارج الحركة. كما طرد قادة آخرون مثل روي تيريز Roy Tearse وجيمي دين. تيد بدوره تم طرده بطريقة بيروقراطية بعد 22 سنة من عضويته في الحركة التروتسكية. لقد كان أيضا عضوا في اللجنة التنفيذية للأممية الرابعة. وخلال المؤتمر العالمي الثالث صودق على قرار طرده بناء على اقتراح تقدم به أرنست ماندل (جرمين Germaine).
مع نهاية سنة 1950، نجحت الأعمال التخريبية، التي كان هيلي يقوم بها، في تدمير الحزب. عندها حاول تيد إعادة التجميع وإنقاذ ما يمكن إنقاذه. لقد ناضل هؤلاء الرفاق، بدون أي مناضل متفرغ وبدون أجهزة، للحفاظ على الذات مجتمعة. وبعدما أجبره هيلي على التخلي عن صفة مناضل متفرغ، اشتغل تيد غرانت بائعا متجولا يبيع فرشات الأسنان.
في ماي 1951، انعقد الكونفرانس الوطني الأول بلندن. جاء في التقارير أن هناك 20 عضوا في لندن و11 في ليفربول، مع بعض العلاقات المشتتة هنا وهناك. لم يكن للمجموعة أي بديل سوى العمل داخل حزب العمال.
قرر الكونفرانس إصدار مجلة نظرية كل شهرين. وقد عمل مناضلون مثل جيمي دين وأخواه آرثر دين وبريان دين، أليك رياش، سام ليفي وآخرون على جمع الأموال الضرورية لإصدار المجلة الجديدة. صدر العدد الأول من المجلة المسماة (International Socialist) -الاشتراكية الأممية- في فبراير 1952، وكان تيد رئيس تحريرها. لكن غياب الموارد وضعف المساهمات جعل المجلة لا تظهر سوى بشكل متقطع ما بين فبراير 1952 وأبريل 1954.
سنة 1953، حدث هناك انشقاق في صفوف الأممية، إذ غادرها هيلي وكانون ليشكلا تنظيماتهما الخاصة. هذا جعل الأممية بدون فرع لها في بريطانيا. وبعد بعض النقاشات، تم الاعتراف بمجموعة تيد غرانت كفرع رسمي للأممية في بريطانيا. ومع نهاية العام صار تيد مرة أخرى مناضلا متفرغا وأصْدِرَت مجلة جديدة أطلق عليها اسم (Workers International Review) - مجلة العمال الأممية.
تزامنت هذه المحاولة لإعادة تأسيس مجموعة في بريطانيا بنهوض ثورة سياسية في هنغاريا. لقد خلقت الأحداث الثورية التي عرفتها هنغاريا، عاصفة من الاهتمام بين صفوف الأحزاب الشيوعية في العالم. وفي بريطانيا دخل جزء كبير من مناضلي الحزب الشيوعي في مرحلة غليان وصاروا منفتحين على الأفكار التروتسكية.
طرح تيد مسألة رفع راية مفتوحة وتأسيس منظمة منفتحة، باعتبار ذلك الوسيلة الوحيدة لجذب المنحدرين من الحزب الشيوعي وهكذا تم تأسيس الرابطة الثورية الاشتراكية خلال بداية عام 1957.
أقام تيد ورفاق آخرون علاقات ونظموا نقاشات مع شريحة من المنحدرين من الحزب الشيوعي، لكن لم يتم تحقيق سوى مكاسب ضئيلة، ليتم التخلي عن تجربة الرابطة الثورية الاشتراكية بعد توقف إمكانيات العمل في الحزب الشيوعي. أصدر التيار جريدة جديدة اسماها (Socialist Fight) -النضال الاشتراكي- بتيد غرانت في رئاسة تحريرها، ظهرت بشكل غير منتظم ما بين يناير 1958 ويونيو 1963. إن ضعف الموارد أدى إلى أن الجريدة كانت تصدر على شكل نسخ طيلة 1960 ولم تظهر على شكل طبعة سوى منتصف شهر فبراير 1961.
سنة 1960، أعادت قيادة حزب العمال تأسيس القطاع الشبيبي، المسمى الاشتراكيون الشباب. في البداية تمكنت منظمة الاشتراكيين الشباب من استقطاب عدد كبير من الشباب. لقد تمكن أنصار هيلي، بفعل جهازهم القوي وجريدتهم الموجهة إلى الشباب: (Keep left)، من السيطرة على المنظمة الشبيبية وطنيا باستعمال العديد من الوسائل المشبوهة. والمجموعة الثانية داخل المنظمة الشبيبية آنذاك كانت هي مجموعة كليف، المعروفين باسم «رأسمالية الدولة»، والذين كانوا يصدرون جريدة (Young Guard) وفي المرتبة الثالثة تأتي مجموعة تيد غرانت المشكلة من عدة عشرات من الرفاق والتي كانت المجموعة الأصغر.
ببطء لكن بثبات بدأنا نكسب المناضلين واحدا واحدا وبدأت قاعدتنا تتوسع خاصة في ليفربول، حيث أسسنا قاعدة قوية في والتون (walton). إن تيارنا شهد تطور في لندن كذلك وتينيسايد (Tyneside) وسوينسي (Swansea) وبريغتون (Brighton).
سنة 1964، كانت هناك محاولة للاندماج مع المجموعة الماركسية الأممية (International Marxist Group) التابعة لماندل، لكن سرعان ما فشلت المحاولة. فتلقى التيار درسا مؤلما في استحالة وجود الطرق المختصرة. ربما كانت هذه أسوأ مرحلة عاشها تيار تيد غرانت. لقد كنا مجموعة صغيرة معزولة، بدون جريدة ولا نقود ولا مناضلين متفرغين ولا مقر. لكننا رغم ذلك لم ننكسر. لقد كنا واثقين من صحة أفكارنا ومنظوراتنا، وقد لعب تيد دورا أساسيا حاسما في تلك المرحلة. إنه لم يفقد أبدا تفاؤله، وثقته الراسخة ولا روحه المرحة الشهيرة.
في صيف 1964، تم اتخاذ قرار بإصدار جريدة جديدة، وبعد نقاشات عديدة تم اختيار اسم (Militant) –المناضل- اسما لها. لقد سجل هذا صفحة جديدة في تطور تيار تيد غرانت Militant.
في هذه الأثناء، ظهرت إلى الوجود صراعات في صفوف الأممية. كان تيارنا قد عارض بحزم المواقف السياسية لبابلو وقيادة الأمانة المتحدة (كما صاروا يسمون بعد الاندماج سنة 1963). كانت لدينا خلافات جوهرية معهم حول الصين والصراع الصيني – السوفياتي وكوبا والموقف من حرب العصابات والثورة في المستعمرات. وبمناورة ضدنا خلال المؤتمر العالمي، لسنة 1965، حولونا إلى مجرد فرع متعاطف، بينما تمت ترقية المجموعة الماركسية الأممية [ المانديلية]. لقد صرنا مطرودين عمليا فقررنا أن ندير ظهورنا إلى الأبد لهؤلاء السادة ونتوجه بحزم نحو المنظمات الجماهيرية والطبقة العاملة.
بحلول سنة 1967، وبعد انسحاب مجموعتي هيلي وكليف من حزب العمال (إثر خيبة الأمل التي في حكومة ويلسون العمالية) كان تيارنا هو التيار الوحيد الذي بقي في حزب العمال.
كانت سنوات السبعينات مرحلة غليان سياسي وطنيا ودوليا، فجرت هزيمة حكومة ويلسون وصعود حكومة هيث (Heath) [محافظون] موجة تجذر بين صفوف الطبقة العاملة. مع سنة 1970، تمكن تيارنا من كسب الأغلبية في القيادة الوطنية للقطاع الشبيبي لحزب العمال، وبدأنا حملة لبناء المنظمة الشبابية. إن قرارنا بالبقاء في حزب العمال أعطى الدليل على صحته.
فمن أقل من 100 رفيق سنة 1966، انتقل التيار إلى أكثر من 500 مع حلول سنة 1975. لقد تأسس هذا على قاعدة الأفكار النظرية لتيد غرانت والتوجه نحو المنظمات الجماهيرية. صارت لدينا مطبعتنا الخاصة بنا وأصبحت جريدة Militant، سنة 1972، تصدر أسبوعيا. إن التيار بدأ يبني موقعا له تدريجيا داخل حزب العمال. لقد تحقق هذا فقط لأننا لم نستسلم لضغوط النزعة اليسراوية المتطرفة، بل بقينا داخل حزب العمال عندما غادره الآخرون. لقد كان هذا أحد أسباب النجاح اللاحق الذي حققه التيار الماركسي في بريطانيا – الطفرة التي ليس لها مثيل في أي مكان آخر.
على الصعيد الأممي، عملنا سنة 1974، بحفنة صغيرة من الرفاق في بلدان أخرى، على تأسيس اللجنة من اجل أممية عمالية CWI. وخلال سنتين، تطورت المنظمة في إسبانيا، من مجموعة صغيرة مشكلة من ستة رفاق فقط، لتصير مشكلة من 350 مناضل وأصبحت ثاني أكبر فرع للجنة من أجل أممية عمالية.
لم يكن من المصادفة أن يحقق التيار هذه الطفرة في بريطانيا وإسبانبا في تلك المرحلة بالضبط.
أدت هزيمة حكومة كالغان (Callaghan) سنة 1979، إلى تجذر كبير في صفوف المنظمات الجماهيرية. لقد كان الميل نحو اليسار تعبيرا عن السخط على سياسات حزب العمال الموالية للرأسمالية، واتخذ شكل صعود تيار توني بين (Bennism) داخل حزب العمال. في هذه الأثناء انشق الحزب الاشتراكي الديموقراطي (SDP)، مما زاد في تقوية الميول اليسارية داخل الحزب. كانت هذه هي الظروف التي ساعدت على تطور تيار Militant بتلك السرعة، ليصل إلى 1000 مناضل سنة 1980. لقد أدى تطور الحركة التروتسكية داخل صفوف حزب العمال إلى تنبيه الطبقة السائدة. فأطلقت الصحف الرأسمالية حملة جديدة لمطاردة الساحرات ضد التيار مطالبة بطردنا من الحزب.
وكما كان منتظرا تعرض تيد غرانت -الذي كان المحرر السياسي- إضافة إلى أعضاء آخرين في هيئة التحرير، للطرد سنة 1983. لكن هذا لم يوقفنا. إذ سنة 1984، ومع بداية إضراب عمال المناجم، صارت مبادرة اليسار الصناعي الواسع (BLOC)، التابعة لنا، أكبر قوة يسارية داخل النقابات. للمرة الأولى في التاريخ، تمكن مناضل ينتمي للحركة التروتسكية، جون ماك كريدي (John MacCreadie) من أن ينتخب إلى المجلس العام لمؤتمر النقابات. وقد تمكنا، خلال السنة التي دامها إضراب المنجميين - بفضل موقفنا في المناطق المنجمية- من اكتساب أكثر من 500 عامل منجمي إلى تيارنا. سنة 1988، ملئنا ساحة قصر الكسندرا (Alexandra Palace) في لندن بـ 7500 من مؤيدينا وألقينا خطابات هناك بمساهمة تيد، إضافة إلى رفاق آخرين، بمن فيهم حفيد تروتسكي استيفان فالكوف (Esteban Volkov) لقد كان تيار Militant آنذاك في أوج تطوره.
أما على الصعيد السياسي، فقد كان لنا ثلاثة رفاق منتخبين في البرلمان وسيطرنا على مجلس مدينة ليفربول منذ سنة 1983. لقد صار تيارنا Militant اسما معتادا لدى الجماهير وتمكن من التطور سريعا من الناحية العددية والنفوذ.
بفضل التوجيه السياسي لتيد غرانت، تمكنا من خلق أقوى تيار تروتسكي منذ أيام المعارضة اليسارية الروسية. ومن وَضْعٍ كنا نعد فيه السنتيمات، تحولت مداخيلنا إلى أكثر من مليون جنيه إسترليني سنويا، مقرات واسعة، مطبعة كبيرة قادرة على إصدار صحيفة يوميا، وحوالي 250 مناضل متفرغ، أي أكثر مما هو متوفر لدى حزب العمال نفسه. كان لدينا وجود في العديد من النقابات والأحزاب العمالية، وأيضا حوالي 50 مستشارا بلديا وثلاثة أعضاء ماركسيين في البرلمان.
بعدما طرحت تاتشر قانون ضريبة " Poll Tax" الرجعي، نظمنا معركة ضد حكومة المحافظين تضمنت كذلك الامتناع الجماهيري لملايين الناس عن الأداء. لقد شكلت هذه الحركة أكبر معركة للعصيان المدني في تاريخ بريطانيا، تحت قيادة النقابة الوطنية لمناهضة ضريبة " Poll Tax"، التي عملنا على تأسيسها وقيادتها. تظاهر 250.000 شخص في لندن واحتل أكثر من 50.000 متظاهر شوارع غلاسكو (Glasgow). لقد أدت، بدون شك، هذه الحركة الجماهيرية التي أخافت منظري الرأسمال، إلى فرض التراجع عن الضريبة واستقالة تاتشر سنة 1990.
بالرغم من كل هذه النجاحات الهائلة، كان التيار يعيش مشاكل كبيرة. وكان أكبر مشكل هو تراجع المستوى النظري لكوادره، بينما القيادة لم تفعل شيئا لتغيير هذا الوضع، وهو الشيء الذي اتضحت أسبابه جلية فيما بعد. لقد عمل تيد غرانت بشكل متواصل خلال اجتماعات هيئة التحرير الموسعة، على التأكيد على ضرورة توفير تكوين صلب للرفاق الذين كانوا يلتحقون بصفوفنا وتدريبهم. لكن مع الأسف لم تجد كلماته آذانا صاغية.
كان بيتر تاف، الذي عين محررا للجريدة، والمجموعة المتحلقة حوله يعطون أهمية أكبر للعمل النضالي على حساب النظرية، التي كانوا ينظرون إليها باحتقار. لقد ساعدت السلطة النظرية التي كان يتمتع بها تيد على قيادة التيار في إبقاء الجسد مجتمعا. لكن تاف كان يكون في الكواليس أفكارا حول الطبيعة الحقيقية للتيار ودوره فيه.
لقد تسممت جماعة تاف بالنجاحات التي كان التيار يحققها. وكان تاف قد بدأ يعاني من أوهام العظمة وصار يحيك المناورات في الكواليس لعزل تيد غرانت.
في أبريل 1991، نجحوا في إقناع تاف بالقيام «بمنعطف جديد» في اسكتلندا وخلق منظمة مفتوحة، لكن سرعان ما انفجرت، بعد ذلك، مواجهة عنيفة داخل قيادة الأممية مع تيد غرانت وآلان وودز اللذان اتهما تاف بتشكيل عصبة. هذا أدى إلى تدهور سريع للعلاقات داخل القيادة. عندها، في شهر ماي، تم دفع التيار بطريقة ديماغوجية إلى مقاطعة انتخابات محلية بوالتون في ليفربول.
أغلبية القيادة اعتبروا هذه النتائج الكارثية «نجاحا» سيتم مواصلته في مناطق أخرى من البلاد! لقد كانوا يستعجلون دفع التيار إلى ما أسماه تيد بصواب بـ «الطريق المختصر إلى الهاوية». لقد عارض كل من تيد وآلان وودز وروب سويل بحزم في القيادة، هذا «الانعطاف» اليسراوي المتطرف، الذي اعتبره تيد تهديدا لأربعين سنة من العمل.
لم يكن تاف وأنصاره يمتلكون الترسانة النظرية الضرورية لمواجهة المعارضة في صراع نزيه، فعملوا، عوض ذلك، على الاعتماد على ثقل الجهاز الحزبي، المتفرغين وسلاح الافتراء والإشاعات والاغتيال المعنوي في محاولة للنيل منّا وتحطيمنا.
وفي أوج الصراع التكتلي، وجهت إلى تيد والمعارضة تهديدات تعسفية. لم يتم التعامل معنا كرفاق لديهم مواقف يجب الرد عليها، بل كأعداء يجب سحقهم. لقد لجؤوا إلى أحقر طرق المضايقات لضرب معنوياتنا. عندما كنا نذهب إلى المقر، لم يكن أحد يكلمنا. وفيما بعد، صارت حقائبنا تتعرض للتفتيش قبل أن يسمح لنا بمغادرة البناية، وهكذا.
لقد أدى هذا في النهاية إلى طردنا، الشيء الذي أدى بشكل حتمي إلى حدوث انشقاق التيار في بريطانيا وعالميا. لقد كان لدى المعارضة في بريطانيا قاعدة دعم مشكلة من بضعة مئات من الكوادر المجربة والمناضلين النقابيين. وكانت الأوضاع أحسن على الصعيد الأممي. في الواقع، إذا ما نحن استثنينا بريطانيا، كانت أغلبية فروع التيار أمميا، إلى جانبنا.
أثناء الانشقاق، تمكن تاف من كسب الأغلبية الساحقة من أعضاء الفرع البريطاني، بمن فيهم الشباب، الذين فقد أغلبهم سريعا فيما بعد، كما تمكن من السيطرة على الصحافة والأموال والأجهزة الحزبية. لقد كان يبدو أن كل شيء في صالحه. لكن بعد عقد من الزمان صارت نتائج نزعته البروقراطية واضحة للجميع. لقد تمكن بمفرده تقريبا من تدمير المنظمة، وحولها، بعد سلسلة من الانشقاقات، من منظمة تضم 5000 عضو إلى حوالي مائتي مناضل.
سنة 1992، أصدرنا مجلة (Socialist Appeal) -النداء الاشتراكي-، التي تمكنت من اكتساب شهرة كبيرة بفضل التحاليل والتعليقات السياسية الجدية والكفاحية التي قمنا بها في الحركة العمالية في بريطانيا وعالميا. ليس لحصاد أدبياتنا الماركسية النظرية ذات الجودة العالية أي نظير. وقد بدأنا، سنة 1995، في نشر الكتب التي كان لها تأثير هائل على الصعيد العالمي، بدءا بكتاب Reason in Revolt، من تأليف آلان وودز وتيد غرانت. لقد كانت تلك هي المحاولة الأولى لتطبيق المنهجية المادية الجدلية، بناء على نتائج العلوم الحديثة، منذ مؤلف انجلز «جدل الطبيعة».
بعدها جاء كتاب (Russia - From Revolution to Counter-revolution) وكتاب (Bolshevism - the Road to Revolution) وطبعة جديدة مزيدة لكتاب (Lenin and Trotsky - What They Really Stood For). وقد تمت ترجمت كتبنا إلى الأسبانية والإيطالية واليونانية والروسية والتركية والأردية. كتاب (Reason in Revolt) تتم ترجمته حاليا إلى الألمانية والهولندية. مقالاتنا وكراريسنا ترجمت أيضا إلى الفرنسية، الصينية، الفيتنامية، الكورية، البرتغالية، الرومانية، الصربية، المقدونية، البولندية، الاندونيسية، العبرية ولغات أخرى عديدة.
لقد لعب تيد، خلال العقد الماضي، دورا قياديا في إعادة بناء تيارنا من الصفر. على الصعيد الأممي تمكنا من تحقيق العديد من النجاحات – خاصة في إسبانيا، إيطاليا، المكسيك، وباكستان، التي لدينا فيها إمكانية التحول سريعا إلى قوة جماهيرية.
يمكننا أن نقول، بدون الخوف من الوقوع في التناقض، أن السلطة النظرية لتيارنا اليوم هي، لا سواء على الصعيد الوطني أو الأممي، أكبر مما كانت عليه في أي وقت مضى. سنة 1997، شرعنا في إصدار الموقع إلكتروني الواسع النجاح: الدفاع عن الماركسية (http://www.marxist.com) والذي يزوره مئات آلاف القراء عالميا. فخلال العام الماضي [2001] وحده، حققنا أكثر من مليون زيارة لموقعنا، ولا يزل عدد الزيارات يرتفع بشكل متواصل.
إن السبب الجوهري في نجاحاتنا هو دفاعنا الحازم عن الأفكار الماركسية. إننا نقف على قاعدة المؤلفات الماركسية الكلاسيكية والإسهام الذي قدمه تيد خاصة طيلة الستين سنة الماضية.
لإسهامات تيد غرانت، التي تحققت بتعاون وثيق مع آلان وودز، أهمية عظيمة. لقد شكلت خبرة تيد السياسية الحجر الأساسي في صرح تيارنا. في الماضي، مكنت منهجيته وتوجهه، الذي يجد جذوره في مقاربة تروتسكي، من جعل التيار رقما هاما في السياسة البريطانية. لكن، مع الأسف، توقفت هذه السيرورة بسبب تداخل عوامل موضوعية، غير ملائمة، مع الضعف السياسي للقيادة التي فقدت البوصلة وجرفتها الأحداث التي لم تتمكن من فهمها.
لكن هذا لا يخيفنا. لقد سبق لنا أن وجدنا أنفسنا أقلية في الماضي، كما كان حال معلمينا الماركسيين الكبار. نحن مقتنعون أنه خلال المرحلة العاصفة التي تنفتح أمامنا على الصعيد العالمي، سوف تدفع أحداث عظيمة الطبقة العاملة إلى النضال الثوري في بلد بعد الآخر.
لقد كان إسهام تيد غرانت الأعظم هو الحفاظ على إرث التروتسكية الحقة مستمرا. وعلى هذا الأساس الصلب سوف نعمل على تكوين الكوادر، نظريا، سياسيا وتنظيميا وتحضيرهم للمهام العظام التي تنتظرنا مستقبلا
1 : نسبة إلى زينوفييف، وهو الذي اشتهر باستخدام الوسائل التنظيمية لحل الخلافات السياسية.